# Portretul luptătorului la tinerețe
Portretul luptătorului la tinerețe este o dramă istorică cinematografică românească, fiind pelicula de debut a regizorului Constantin Popescu. Filmul relatează povestea grupării de rezistență anticomunistă a lui Ioan Gavrilă Ogoranu, care a activat în Munții Făgăraș în perioada de după instaurarea dictaturii comuniste în România.
Filmul „Portretul luptătorului la tinerețe” este prima parte a trilogiei „Aproape liniște”, pe care regizorul Constantin Popescu are de gând să o realizeze. Celelalte două pelicule din trilogie se vor referi la activitatea Elisabetei Rizea, respectiv la activitatea fraților Petre și Toma Arnăuțoiu din Muscel.

## Sinopsis
La sfârșitul celui de Al Doilea Război Mondial, România a fost ocupată de Armata Roșie și a căzut sub dictatură comunistă. Teroarea, instaurată în România devenită o imensă închisoare, era unica regulă. Dictatorii comuniști se ghidau după lozinca stalinistă: «Cine nu este cu noi, este împotriva noastră». Sute de mii de cetățeni români, din toate categoriile sociale, care se opuneau instaurării comunismului și ocupației armatei sovietice, au fost arestați, întemnițați, torturați, deportați ori uciși. În aceste condiții, grupuri de oameni, din diferite părți ale țării, au hotărât să se opună regimului comunist, cu arma în mână, în așteptarea unei ipotetice intervenții armate a puterilor democratice din Occident. Unul dintre aceste grupuri era condus de tânărul student la agronomie și la științe economice, Ion Gavrilă Ogoranu, originar din satul Gura Văii, de lângă Făgăraș, absolvent al unei școli militare de ofițeri. Grupul format din vreo treizeci de tineri (elevi din ultimul an de liceu, muncitori, studenți, intelectuali), a reușit să reziste pe versantul nordic al Munților Făgăraș, până în a doua jumătate a anilor 1950.

## Spectacole de gală
1. București: 18 noiembrie 2010, la Cinema Studio;
2. Cluj-Napoca: 19 noiembrie 2010;
3. Făgăraș: 23 noiembrie 2010, la Casa de Cultură.

## Distribuție[3]
- Constantin Diță - Ion Gavrilă Ogoranu „Moșu”
- Cătălin Babliuc - Ion Chiujdea „Profesorul”
- Ionuț Caras - Gheorghe Hașu „Ghiță”
- Vasile Calofir - Andrei Hașu „Baciu”
- Bogdan Dumitrache - Laurian Hașu „Leu”
- Dan Bordeianu - Victor Metea
- Constantin Lupescu - Ion Ilioi
- Cosmin Natanticu - Virgil  Radeș „Gilu”
- Bogdan Cotleț - Marcel Cornea
- Alexandru Pavel - Ion Mogoș
- Adrian Nicolae - Mihai Maga „Medicinistu'”
- Paul Ipate - Nicolae Mazilu
- Andrei Mateiu - Silviu Socol
- Alexandru Potocean - Toma Pirău „Porâmbu”
- Ion Bechet - Nelu Novac
- Radu Iacoban - Gelu Novac
- Alin Mihalache - Gheorghe Șovăială
- Șerban Gomoi - Remus Sofonea „Brâncoveanu”
- Claudiu Maier - Dumitru Cornea
- Aura Călărașu - Mama lui Porâmbu
- Mircea Drâmbeanu - Preotul Andrei
- Cătălin Naum - Preotul Nica
- Raluca Rusu - Ana Nica
- Andrei Ralea - Gheorghe Arsu
- Ion Cosma - Cpt. Chioru
- Cosmin Mircea Crețu - Cpt. Anghelescu „Pasăre”
- Florin Lăzărescu - Vasile Motrescu
- Dorian Boguța - Rudan
- Mihai Constantin - General locotenent Gheorghe Pintilie Bodnarenko
- Mihai Bendeac - Plutonier Ion
- Cosmin Seleși - Plutonier Doru
- Emanuel Pârvu - Căpitan Seciu
- Bogdan Stanoevici - Căpitan Sebastian Licht
- Gabriel Bucur - Sergent Dumitrescu
- Sergiu Fleșner - Sublocotenent Mirea
- Dan Rădulescu - Sergent Radu
- Răzvan Vasilescu - Maior Alimănescu
- Mimi Brănescu - Cpt. Aran Varlam
- Nicodim Ungureanu - Plt. Dorian Amuzea

## Participări la festivaluri internaționale de film
- Februarie 2010: Festivalul Internațional al Filmului de la Berlin (Berlinale).
- Festivalul Internațional al Filmului B-EST, de la București. Aici, filmul a primit Premiul publicului, iar operatorul Liviu Marghidan a obținut Premiul pentru imagine.
- Festivalul Internațional de Film Transilvania[4], Cluj-Napoca, 4 iunie 2010, Cinema Republica (orele 16)
- Noiembrie 2010: Festivalul Internațional al Filmului de la Bratislava (Slovacia). Filmul a fost primit cu entuziasm.[5] Aici, regizorul Constantin Popescu a obținut Premiul pentru cea mai bună regie.
- Festivalul Internațional al Filmului de la Londra[6] (2010)
- Festivalul Internațional al Filmului de la Torino (26 noiembrie – 4 decembrie 2010).

## Controverse
- Prezentarea și premierea filmului la Festivalul Internațional al Filmului de la Berlin (2010) au provocat proteste ale Institutului Național pentru Studierea Holocaustului în România „Elie Wiesel”, pe motiv că Ion Gavrilă Ogoranu (1923-2006) ar fi fost membru al Gărzii de Fier.[7][8] În film nu apare această latură controversată a personajului.